# AEGON International 2013 - Qualificazioni singolare maschile
Le qualificazioni del singolare maschile dell'AEGON International 2013 sono state un torneo di tennis preliminare per accedere alla fase finale della manifestazione. I vincitori dell'ultimo turno sono entrati di diritto nel tabellone principale. In caso di ritiro di uno o più giocatori aventi diritto a questi sono subentrati i lucky loser, ossia i giocatori che hanno perso nell'ultimo turno ma che avevano una classifica più alta rispetto agli altri partecipanti che avevano comunque perso nel turno finale.

## Giocatori

### Teste di serie
1. Guido Pella (primo turno)
2. Alex Bogomolov Jr. (secondo turno)
3. Ryan Harrison (qualificato)
4. Kenny de Schepper (qualificato)

1. Guillaume Rufin (qualificato)
2. James Blake (qualificato)
3. Michael Russell (ultimo turno)
4. Martín Alund (ultimo turno)

### Qualificati
1. James Blake
2. Guillaume Rufin

1. Ryan Harrison
2. Kenny de Schepper

### Tabellone

#### Sezione 1
|  | Primo turno         | Primo turno         | Primo turno         | Primo turno | Primo turno |  |  | Secondo turno       | Secondo turno       | Secondo turno | Secondo turno | Secondo turno |   |   | Ultimo turno | Ultimo turno        | Ultimo turno | Ultimo turno | Ultimo turno |  |
|  |                     |                     |                     |             |             |  |  |                     |                     |               |               |               |   |   |              |                     |              |              |              |  |
|  | 1                   | Guido Pella         | 5                   | 6           | 6(1)        |  |  |                     |                     |               |               |               |   |   |              |                     |              |              |              |  |
|  |                     | Luke Bambridge      | 7                   | 4           | 7           |  |  | Luke Bambridge      | Luke Bambridge      | 6             | 5             | 3             |   |   |              |                     |              |              |              |  |
|  | Serhij Stachovs'kyj | Serhij Stachovs'kyj | 6                   | 62          | 6           |  |  | Serhij Stachovs'kyj | Serhij Stachovs'kyj | 3             | 7             | 6             |   |   |              |                     |              |              |              |  |
|  | Fabrice Martin      | Fabrice Martin      | 4                   | 7           | 4           |  |  |                     |                     |               |               |               |   |   |              | Serhij Stachovs'kyj | 7            | 4            | 4            |  |
|  | WC                  | Adam Thornton-Brown | Adam Thornton-Brown | 1           | 4           |  |  |                     |                     | 6             | James Blake   | 5             | 6 | 6 |              |                     |              |              |              |  |
|  | WC                  | Evan Hoyt           | Evan Hoyt           | 6           | 6           |  |  | WC                  | Evan Hoyt           | Evan Hoyt     | 1             | 2             |   |   |              |                     |              |              |              |  |
|  |                     | Joshua Milton       | Joshua Milton       | 3           | 4           |  |  | 6                   | James Blake         | James Blake   | 6             | 6             |   |   |              |                     |              |              |              |  |
|  | 6                   | James Blake         | James Blake         | 6           | 6           |  |  |                     |                     |               |               |               |   |   |              |                     |              |              |              |  |

#### Sezione 2
|  | Primo turno    | Primo turno        | Primo turno     | Primo turno | Primo turno |  |  | Secondo turno | Secondo turno      | Secondo turno      | Secondo turno   | Secondo turno   |   |   | Ultimo turno | Ultimo turno   | Ultimo turno   | Ultimo turno | Ultimo turno |  |
|  |                |                    |                 |             |             |  |  |               |                    |                    |                 |                 |   |   |              |                |                |              |              |  |
|  | 2              | Alex Bogomolov Jr. | 5               | 7           | 6           |  |  |               |                    |                    |                 |                 |   |   |              |                |                |              |              |  |
|  |                | Neil Pauffley      | 7               | 65          | 4           |  |  | 2             | Alex Bogomolov Jr. | Alex Bogomolov Jr. | 5               | 2               |   |   |              |                |                |              |              |  |
|  | Farruch Dustov | Farruch Dustov     | Farruch Dustov  | 6           | 6           |  |  |               | Farruch Dustov     | Farruch Dustov     | 7               | 6               |   |   |              |                |                |              |              |  |
|  | Miles Bugby    | Miles Bugby        | Miles Bugby     | 3           | 4           |  |  |               |                    |                    |                 |                 |   |   |              | Farruch Dustov | Farruch Dustov | 5            | 1            |  |
|  | Daniel Cox     | Daniel Cox         | Daniel Cox      | 6           | 6           |  |  |               |                    | 5                  | Guillaume Rufin | Guillaume Rufin | 7 | 6 |              |                |                |              |              |  |
|  | Cameron Norrie | Cameron Norrie     | Cameron Norrie  | 0           | 2           |  |  |               | Daniel Cox         | Daniel Cox         | 64              | 3               |   |   |              |                |                |              |              |  |
|  |                | Frank Moser        | Frank Moser     | 3           | 4           |  |  | 5             | Guillaume Rufin    | Guillaume Rufin    | 7               | 6               |   |   |              |                |                |              |              |  |
|  | 5              | Guillaume Rufin    | Guillaume Rufin | 6           | 6           |  |  |               |                    |                    |                 |                 |   |   |              |                |                |              |              |  |

#### Sezione 3
|  | Primo turno    | Primo turno         | Primo turno         | Primo turno | Primo turno |  |  | Secondo turno | Secondo turno   | Secondo turno | Secondo turno   | Secondo turno   |    |   | Ultimo turno | Ultimo turno  | Ultimo turno  | Ultimo turno | Ultimo turno |  |
|  |                |                     |                     |             |             |  |  |               |                 |               |                 |                 |    |   |              |               |               |              |              |  |
|  | 3              | Ryan Harrison       | Ryan Harrison       | 6           | 6           |  |  |               |                 |               |                 |                 |    |   |              |               |               |              |              |  |
|  |                | Alexander Slabinsky | Alexander Slabinsky | 3           | 4           |  |  | 3             | Ryan Harrison   | Ryan Harrison | 7               | 6               |    |   |              |               |               |              |              |  |
|  | Tatsuma Itō    | Tatsuma Itō         | Tatsuma Itō         | 6           | 6           |  |  |               | Tatsuma Itō     | Tatsuma Itō   | 6(0)            | 2               |    |   |              |               |               |              |              |  |
|  | Ruan Roelefse  | Ruan Roelefse       | Ruan Roelefse       | 4           | 4           |  |  |               |                 |               |                 |                 |    |   | 3            | Ryan Harrison | Ryan Harrison | 7            | 6            |  |
|  | Marcus Daniell | Marcus Daniell      | 2                   | 7           | 3           |  |  |               |                 | 7             | Michael Russell | Michael Russell | 65 | 4 |              |               |               |              |              |  |
|  | Ilija Bozoljac | Ilija Bozoljac      | 6                   | 68          | 0r          |  |  |               | Marcus Daniell  | 65            | 6               | 5               |    |   |              |               |               |              |              |  |
|  |                | Richard Gabb        | 6                   | 2           | 1           |  |  | 7             | Michael Russell | 7             | 2               | 7               |    |   |              |               |               |              |              |  |
|  | 7              | Michael Russell     | 2                   | 6           | 6           |  |  |               |                 |               |                 |                 |    |   |              |               |               |              |              |  |

#### Sezione 4
|  | Primo turno      | Primo turno              | Primo turno              | Primo turno | Primo turno |  |  | Secondo turno | Secondo turno     | Secondo turno     | Secondo turno | Secondo turno |   |   | Ultimo turno | Ultimo turno      | Ultimo turno      | Ultimo turno | Ultimo turno |  |
|  |                  |                          |                          |             |             |  |  |               |                   |                   |               |               |   |   |              |                   |                   |              |              |  |
|  | 4                | Kenny de Schepper        | Kenny de Schepper        | 6           | 6           |  |  |               |                   |                   |               |               |   |   |              |                   |                   |              |              |  |
|  | WC               | Stefan Sterland-Markovic | Stefan Sterland-Markovic | 1           | 4           |  |  | 4             | Kenny de Schepper | Kenny de Schepper | 6             | 6             |   |   |              |                   |                   |              |              |  |
|  | Frederik Nielsen | Frederik Nielsen         | Frederik Nielsen         | 6           | 6           |  |  |               | Frederik Nielsen  | Frederik Nielsen  | 4             | 4             |   |   |              |                   |                   |              |              |  |
|  | Daniel Smethurst | Daniel Smethurst         | Daniel Smethurst         | 0           | 1           |  |  |               |                   |                   |               |               |   |   | 4            | Kenny de Schepper | Kenny de Schepper | 6            | 6            |  |
|  | Liam Broady      | Liam Broady              | Liam Broady              | 6           | 6           |  |  |               |                   | 8                 | Martín Alund  | Martín Alund  | 1 | 1 |              |                   |                   |              |              |  |
|  | Sean Thornley    | Sean Thornley            | Sean Thornley            | 1           | 4           |  |  |               | Liam Broady       | Liam Broady       | 4             | 2             |   |   |              |                   |                   |              |              |  |
|  | WC               | Jarryd Bant              | Jarryd Bant              | 0           | 0           |  |  | 8             | Martín Alund      | Martín Alund      | 6             | 6             |   |   |              |                   |                   |              |              |  |
|  | 8                | Martín Alund             | Martín Alund             | 6           | 6           |  |  |               |                   |                   |               |               |   |   |              |                   |                   |              |              |  |